# Llano del Carmen, Xochistlahuaca
Llano del Carmen är en ort i Mexiko.   Den ligger i kommunen Xochistlahuaca och delstaten Guerrero, i den sydöstra delen av landet, 300 km söder om huvudstaden Mexico City. Llano del Carmen ligger 307 meter över havet och antalet invånare är 469.
Terrängen runt Llano del Carmen är kuperad. Runt Llano del Carmen är det ganska glesbefolkat, med 50 invånare per kvadratkilometer. Närmaste större samhälle är Xochistlahuaca, 3,2 km nordväst om Llano del Carmen. Omgivningarna runt Llano del Carmen är en mosaik av jordbruksmark och naturlig växtlighet.